# NGC 4030
إن جي سي 4030 (بالإنجليزية: NGC 4030)‏، هي مجرة حلزونية تبعد عنا حوالي 65 مليون سنة ضوئية.